# Teorema del baricentro del triangolo

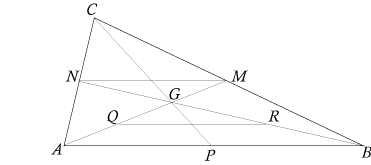

Il teorema del baricentro del triangolo fa parte della geometria elementare e consegue dal teorema di Talete.

## Enunciato
Le mediane di un triangolo si incontrano in uno stesso punto, il baricentro. Ogni mediana resta divisa dal baricentro in due parti e quella cui appartiene il vertice è doppia dell'altra.

## Dimostrazione
Siano AM, BN e CP le mediane del triangolo ABC e G il punto in cui AM incontra BN. Si dimostra all'inizio che AG=2GM e BG=2GN, poi che anche la mediana CP passa per il punto G.
Il segmento che unisce i punti medi M e N è parallelo al lato AB e pari alla sua metà per una proposizione che discende, anche se indirettamente, dal teorema di Talete. Con lo stesso ragionamento se Q e R sono i punti medi di AG e BG allora il segmento QR è parallelo ad AB e pari alla sua metà.
Il quadrilatero MNQR è un parallelogramma avendo due lati opposti congruenti e paralleli e allora le sue diagonali NR e MQ si dividono scambievolmente per metà. In questo modo è dunque AQ=QG=GM e BR=RG=GN. Il che prova la prima parte della dimostrazione.
Se si ripete lo stesso ragionamento a partire dalle diagonali AM e CP, il loro punto di incontro G'  le dividerà in due parti l'una doppia dell'altra. Ora poiché esiste un solo punto G che divide la mediana AM in modo che AG=2GM, il punto G'  deve coincidere con G.